# Graumantelwürger
Der Graumantelwürger (Lanius excubitoroides) ist ein Vogel aus der Familie der Würger.

## Aussehen
Der Graumantelwürger erreicht eine Größe von etwa 25 cm, womit er zu den größten Vertretern dieser Vogelfamilie gehört. Der Rücken, Nacken und die Kopfoberseite sind grau, die Bauchseite und Kehle weiß gefärbt. Die Flügel sind schwarz, mit Ausnahme eines weißen Flecks auf den Handschwingen. Von den Flügeln über die Schultern zieht sich die schwarze Färbung als breites Band über die Augen und die Stirn. Auch der Schwanz ist schwarz, lediglich an seinen Seiten befindet sich ein schmaler weißer Streifen, der vom Körper bis etwa zur Hälfte der Schwanzlänge reicht. Hakenschnabel und Beine sind dunkelgrau bis schwarz.
Weibliche unterscheiden sich von männlichen Tieren durch einen kastanienfarbenen Fleck auf der Flanke.
Die Juvenilen sind auf dem Rücken, Nacken und der Kopfoberseite graubraun, auf dem Bauch hellbeige gefärbt und das Gefieder ist mit vielen dunklen Streifen durchzogen. Die Federn der Schwingen sind hellbraun gerändert und auch der Schnabel ist hellbraun und grau gefärbt.

## Verbreitung und Lebensraum
Das Verbreitungsgebiet des Graumantelwürgers liegt in Afrika und erstreckt sich von Mauretanien im Westen bis nach Tansania im Osten, wobei der Vogel nicht bis an die Küste des Indischen Ozeans verbreitet ist, sondern nur bis etwa Zentral-Tansania vorkommt. 
Der Lebensraum des Vogels befindet sich in Gebieten auf der von Höhe 600 bis 1900 Metern, selten bis hinauf auf 3000 Meter. 
Besiedelt werden Savannen, subtropisches Grasland und offene Waldlandschaften, meist in der Nähe von Gewässern. Auch kultivierte Landschaften gehören zum Lebensraum.   

## Lebensweise und Stimme
Graumantelwürger sind sehr gesellige Vögel, die meist in kleinen Gruppen leben. In der Gruppe wird gebalzt und gesungen, der Gesang hört sich fließend, jedoch krächzend an. Der Ruf ist ein scharfes „schaah“.